# Благодатненское сельское поселение
Благодатненское се́льское поселе́ние — сельское поселение в Хорольском районе Приморского края.
Административный центр — село Благодатное.

## История
Статус и границы сельского поселения установлены Законом Приморского края от 11 октября 2004 года № 146-КЗ «О Хорольском муниципальном районе»

## Население
| 2008  | 2010  | 2011  | 2012  | 2013  | 2014  | 2015  |
| ----- | ----- | ----- | ----- | ----- | ----- | ----- |
| 2638  | ↘2145 | ↘2142 | ↘2090 | ↘2016 | ↘1996 | ↘1925 |
| 2016  | 2017  | 2018  | 2019  | 2020  |       |       |
| ↗1926 | ↘1918 | ↘1911 | ↘1836 | ↘1784 |       |       |

## Состав сельского поселения
В состав сельского поселения входят 5 населённых пунктов:
| № | Населённый пункт | Тип населённого пункта       | Население |
| - | ---------------- | ---------------------------- | --------- |
| 1 | Благодатное      | село, административный центр | ↘763      |
| 2 | Новобельмановка  | село                         | ↘364      |
| 3 | Прилуки          | село                         | ↘522      |
| 4 | Приозёрное       | село                         | ↘326      |
| 5 | Усачёвка         | село                         | ↘170      |

## Местное самоуправление
Администрация
Адрес: 692243, с. Благодатное, ул. Октябрьский, 43. Телефон: 8 (42347) 51-1-10
Глава администрации
- Тютюнник Юрий Алексеевич